# Piëtakapel (Obbicht)
De Piëtakapel is een kapel in Obbicht in de Nederlands Zuid-Limburgse gemeente Sittard-Geleen. De kapel staat aan midden in het dorp aan een kruising op de hoek van de Obbichter Markt en de Vonderstraat, waar ook de Kempenweg en de Burgemeester Venckenstraat op uit komen. Aan de overzijde van de Obbichter Markt staat de Sint-Willibrorduskerk, op ongeveer 150 meter naar het westen staat de Heilig-Hartkapel en op ongeveer 150 meter naar het zuiden staat de Sint-Willibrorduskapel.
De kapel is gewijd aan de piëta, de dode Christus vergezeld door Maria.

## Geschiedenis
Op deze kruising stond tot 1953 een oudere kapel. Deze kapel werd afgebroken, omdat de kapel voor onveilige verkeerssituaties zorgde. Zo was er een ongeluk gebeurd op het kruispunt waarbij een dode gevallen was.
In 1954 bouwde men aan de kruising een nieuwe kapel, mede ter nagedachtenis van de op de kruising gevallen dode.

## Bouwwerk
De bakstenen kapel op een basement van natuursteen is opgetrokken op een rechthoekig plattegrond en wordt gedekt door een overstekend zadeldak met leien. In de beide zijgevels is een rond venster met glas-in-lood van Daan Wildschut aangebracht die twee passiescènes tonen. Het linker venster toont de kruisiging van Christus (met links Maria en rechts Longinus op een paard) en het rechter venster toont de graflegging (met het kruis op de achtergrond, Maria die zijn hoofd ondersteunt en nog twee figuren). In de frontgevel bevindt zich de segmentboogvormige toegang die wordt afgesloten met een smeedijzeren hek. Van de toegangsboog zijn de aanzetstenen en sluitsteen uitgevoerd in mergel, waarbij in de sluisteen de tekst A.D. 1954 is gegraveerd. Ook de aanzetstenen van de daklijst zijn in mergel uitgevoerd.
Van binnen is de kapel uitgevoerd in metselwerk en is er tegen de achterwand het natuurstenen altaar geplaatst. Op het altaar staat de uit een steen gehouwen piëta van de hand van Renald Rats, die Maria toont al zittende voor een kruis met op haar schoot de gestorven Christus. Beide figuren hebben een nimbus en Christus heeft verwondingen.